# Poursuite masculine de biathlon aux Jeux olympiques de 2022
Navigation
Pyeongchang 2018 Milan-Cortina 2026
L'épreuve masculine de Poursuite 12,5 km de biathlon aux Jeux olympiques de 2022 a lieu le 13 février 2022 au Centre de ski nordique et de biathlon de Guyangshu. Après l'argent au relais mixte, l'or de l'Individuel, à nouveau l'argent sur le sprint, Quentin Fillon Maillet s'impose dans la poursuite en réussissant le 20 sur 20 au tir. Parti deuxième à 26 secondes de Johannes Bø, il fait la différence sur le Norvégien quand ce dernier commet trois fautes au premier tir debout. Le Français a ensuite l'athlète du comité olympique russe Eduard Latypov dans les skis et les deux biathlètes arrivent côte à côte pour le dernier tir debout. Mais Latypov manque une cible et s'en va visiter l'anneau de pénalité, alors que Quentin Fillon Maillet réalise le sans faute. Il repart seul et s'impose détaché devant Tarjei Bø et Latypov. Il est le premier athlète français a monter sur quatre podiums dans les mêmes Jeux olympiques d'hiver. En biathlon, seul Ole Einar Bjørndalen avait réussi à gagner quatre médailles (elles étaient toutes en or, à Salt Lake City en 2002), et à Pékin, ils sont deux, puisque Marte Olsbu Røiseland monte elle aussi sur son quatrième podium à Pékin en gagnant la poursuite féminine le même jour.

## Médaillés
| Or                           | Argent          | Bronze               |
| Quentin Fillon Maillet (FRA) | Tarjei Bø (NOR) | Eduard Latypov (ROC) |

## Résultats
Légende : C - Couché ; D - Debout
Le départ de la course est donné à 18 h 45. Les dossards sont attribués dans l'ordre d'arrivée du sprint
| Rang                                | Dossard        | Nom                        | Nationalité  | Départ       | Penalités (C+C+D+D) | Temps         | Ecart         |
| ----------------------------------- | -------------- | -------------------------- | ------------ | ------------ | ------------------- | ------------- | ------------- |
| Médaille d'or, Jeux olympiques      | 2              | Quentin Fillon Maillet     | France       | + 26 s       | 0 (0+0+0+0)         | 39 min 07 s 5 |               |
| Médaille d'argent, Jeux olympiques  | 3              | Tarjei Bø                  | Norvège      | + 39 s       | 1 (1+0+0+0)         | 39 min 36 s 1 | +28 s 6       |
| Médaille de bronze, Jeux olympiques | 11             | Eduard Latypov             | ROC          | + 1 min 14 s | 1 (0+0+0+1)         | 39 min 42 s 8 | +35 s 3       |
| 4                                   | 14             | Lukas Hofer                | Italie       | + 1 min 19 s | 0 (0+0+0+0)         | 39 min 58 s 6 | +51 s 1       |
| 5                                   | 1              | Johannes Thingnes Bø       | Norvège      |              | 7 (0+2+3+2)         | 41 min 21 s 2 | +2 min 13 s 7 |
| 6                                   | 17             | Roman Rees                 | Allemagne    | + 1 min 24 s | 1 (0+0+1+0)         | 41 min 37 s 7 | +2 min 30 s 2 |
| 7                                   | 24             | Simon Desthieux            | France       | + 1 min 45 s | 3 (2+0+0+1)         | 41 min 54 s 7 | +2 min 47 s 2 |
| 8                                   | 5              | Sebastian Samuelsson       | Suède        | + 52 s       | 5 (1+2+2+0)         | 42 min 10 s 2 | +3 min 02 s 7 |
| 9                                   | 9              | Émilien Jacquelin          | France       | + 1 min 06 s | 6 (2+3+0+1)         | 42 min 13 s 7 | +3 min 06 s 2 |
| 10                                  | 46             | Felix Leitner              | Autriche     | + 2 min 33 s | 1 (0+1+0+0)         | 42 min 16 s 3 | +3 min 08 s 8 |
| 11                                  | 6              | Martin Ponsiluoma          | Suède        | + 54 s       | 9 (2+3+4+0)         | 42 min 27 s 0 | +3 min 19 s 5 |
| 12                                  | 33             | Johannes Kühn              | Allemagne    | + 1 min 53 s | 4 (0+2+1+1)         | 42 min 37 s 3 | +3 min 29 s 8 |
| 13                                  | 13             | Dmytro Pidruchnyi          | Ukraine      | + 1 min 19 s | 5 (1+2+2+0)         | 42 min 45 s 9 | +3 min 38 s 4 |
| 14                                  | 10             | Anton Smolski              | Biélorussie  | + 1 min 13 s | 6 (1+1+3+1)         | 42 min 48 s 2 | +3 min 40 s 7 |
| 15                                  | 20             | Vetle Sjåstad Christiansen | Norvège      | + 1 min 38 s | 3 (0+1+0+2)         | 42 min 53 s 3 | +3 min 45 s 8 |
| 16                                  | 21             | Fabien Claude              | France       | + 1 min 41 s | 7 (3+1+1+2)         | 42 min 54 s 5 | +3 min 47 s 0 |
| 17                                  | 4              | Maxim Tsvetkov             | ROC          | + 41 s       | 6 (2+3+0+1)         | 42 min 56 s 2 | +3 min 48 s 7 |
| 18                                  | 15             | Artem Pryma                | Ukraine      | + 1 min 19 s | 6 (2+2+2+0)         | 42 min 59 s 8 | +3 min 52 s 3 |
| 19                                  | 22             | Philipp Nawrath            | Allemagne    | + 1 min 43 s | 7 (1+2+1+3)         | 43 min 06 s 7 | +3 min 59 s 2 |
| 20                                  | 34             | Scott Gow                  | Canada       | + 1 min 56 s | 4 (0+2+0+2)         | 43 min 18 s 7 | +4 min 11 s 2 |
| 21                                  | 25             | Tero Seppälä               | Finlande     | + 1 min 47 s | 7 (1+1+2+3)         | 43 min 30 s 2 | +4 min 22 s 7 |
| 22                                  | 32             | Cheng Fangming             | Chine        | + 1 min 53 s | 4 (1+2+1+0)         | 43 min 30 s 4 | +4 min 22 s 9 |
| 23                                  | 60             | Anton Dudchenko            | Ukraine      | + 2 min 51 s | 3 (2+0+1+0)         | 43 min 36 s 5 | +4 min 29 s 0 |
| 24                                  | 7              | Sturla Holm Lægreid        | Norvège      | + 1 min 02 s | 10 (3+2+4+1)        | 43 min 40 s 5 | +4 min 33 s 0 |
| 25                                  | 31             | Vladimir Iliev             | Bulgarie     | + 1 min 52 s | 7 (2+2+2+1)         | 43 min 41 s 3 | +4 min 33 s 8 |
| 26                                  | 30             | Dominik Windisch           | Italie       | + 1 min 51 s | 7 (1+1+3+2)         | 43 min 41 s 9 | +4 min 34 s 4 |
| 27                                  | 38             | Alexander Loginov          | ROC          | + 2 min 15 s | 5 (0+1+3+1)         | 43 min 44 s 1 | +4 min 36 s 6 |
| 28                                  | 29             | Jules Burnotte             | Canada       | + 1 min 50 s | 5 (1+2+1+1)         | 43 min 48 s 2 | +4 min 40 s 7 |
| 29                                  | 26             | Jakov Fak                  | Slovénie     | + 1 min 48 s | 5 (1+2+1+1)         | 43 min 58 s 9 | +4 min 51 s 4 |
| 30                                  | 35             | Adam Runnalls              | Canada       | + 2 min 00 s | 5 (1+0+2+2)         | 43 min 59 s 9 | +4 min 52 s 4 |
| 31                                  | 55             | Jesper Nelin               | Suède        | + 2 min 43 s | 4 (1+0+1+2)         | 44 min 02 s 3 | +4 min 54 s 8 |
| 32                                  | 8              | Benedikt Doll              | Allemagne    | + 1 min 05 s | 7 (2+0+2+3)         | 44 min 03 s 1 | +4 min 55 s 6 |
| 33                                  | 23             | Thomas Bormolini           | Italie       | + 1 min 44 s | 6 (0+1+1+4)         | 44 min 04 s 5 | +4 min 57 s 0 |
| 34                                  | 16             | Michal Krčmář              | Tchéquie     | + 1 min 22 s | 7 (1+0+4+2)         | 44 min 06 s 9 | +4 min 59 s 4 |
| 35                                  | 12             | Christian Gow              | Canada       | + 1 min 15 s | 5 (0+2+0+3)         | 44 min 10 s 5 | +5 min 03 s 0 |
| 36                                  | 27             | Sebastian Stalder          | Suisse       | + 1 min 48 s | 4 (1+0+2+1)         | 44 min 10 s 7 | +5 min 03 s 2 |
| 37                                  | 18             | Simon Eder                 | Autriche     | + 1 min 27 s | 5 (0+2+2+1)         | 44 min 18 s 7 | +5 min 11 s 2 |
| 38                                  | 37             | Niklas Hartweg             | Suisse       | + 2 min 05 s | 5 (1+3+0+1)         | 44 min 34 s 7 | +5 min 27 s 2 |
| 39                                  | 19             | Daniil Serokhvostov        | ROC          | + 1 min 38 s | 8 (4+2+1+1)         | 44 min 34 s 8 | +5 min 27 s 3 |
| 40                                  | 36             | Jake Brown                 | États-Unis   | + 2 min 04 s | 6 (3+1+2+0)         | 45 min 14 s 1 | +6 min 06 s 6 |
| 41                                  | 40             | Yan Xingyuan               | Chine        | + 2 min 16 s | 5 (2+1+1+1)         | 45 min 30 s 2 | +6 min 22 s 7 |
| 42                                  | 28             | Mikuláš Karlík             | Tchéquie     | + 1 min 48 s | 8 (1+3+3+1)         | 45 min 38 s 8 | +6 min 31 s 3 |
| 43                                  | 47             | Sean Doherty               | États-Unis   | + 2 min 35 s | 7 (1+1+3+2)         | 45 min 38 s 8 | +6 min 31 s 3 |
| 44                                  | 59             | Adam Václavík              | Tchéquie     | + 2 min 50 s | 6 (1+1+3+1)         | 45 min 41 s 2 | +6 min 33 s 7 |
| 45                                  | 57             | Mikita Labastau            | Biélorussie  | + 2 min 47 s | 6 (3+0+1+2)         | 45 min 42 s 0 | +6 min 34 s 5 |
| 46                                  | 41             | Tsukasa Kobonoki           | Japon        | + 2 min 17 s | 5 (1+1+2+1)         | 46 min 16 s 0 | +7 min 08 s 5 |
| 47                                  | 51             | Raido Ränkel               | Estonie      | + 2 min 39 s | 6 (1+1+2+2)         | 46 min 23 s 1 | +7 min 15 s 6 |
| 48                                  | 58             | Jakub Štvrtecký            | Tchéquie     | + 2 min 48 s | 7 (0+3+3+1)         | 46 min 32 s 1 | +7 min 24 s 6 |
| 49                                  | 54             | Heikki Laitinen            | Finlande     | + 2 min 41 s | 6 (1+1+1+3)         | 46 min 47 s 2 | +7 min 39 s 7 |
| 50                                  | 50             | Rene Zahkna                | Estonie      | + 2 min 38 s | 3 (0+0+2+1)         | 46 min 54 s 0 | +7 min 46 s 5 |
| 51                                  | 44             | Kosuke Ozaki               | Japon        | + 2 min 24 s | 4 (0+2+0+2)         | 46 min 56 s 6 | +7 min 49 s 1 |
| 52                                  | 39             | Olli Hiidensalo            | Finlande     | + 2 min 15 s | 8 (5+0+1+2)         | 47 min 04 s 9 | +7 min 57 s 4 |
| 53                                  | 52             | Blagoy Todev               | Bulgarie     | + 2 min 39 s | 6 (1+3+1+1)         | 47 min 05 s 0 | +7 min 57 s 5 |
| 54                                  | 48             | Grzegorz Guzik             | Pologne      | + 2 min 36 s | 8 (2+3+1+2)         | 47 min 07 s 0 | +7 min 59 s 5 |
| 55                                  | 56             | Anton Sinapov              | Bulgarie     | + 2 min 45 s | 7 (2+0+3+2)         | 47 min 08 s 3 | +8 min 00 s 8 |
| 56                                  | 42             | Lovro Planko               | Slovénie     | + 2 min 22 s | 8 (2+2+2+2)         | 47 min 31 s 6 | +8 min 24 s 1 |
| 57                                  | 49             | Alexandr Mukhin            | Kazakhstan   | + 2 min 37 s | 8 (3+1+2+2)         | 47 min 45 s 0 | +8 min 37 s 5 |
| 58                                  | 43             | Vytautas Strolia           | Lituanie     | + 2 min 22 s | 10 (2+3+1+4)        | 48 min 47 s 8 | +9 min 40 s 3 |
|                                     | 45             | Joscha Burkhalter          | Suisse       | + 2 min 28 s | (1+4+4+)            | LAP           | LAP           |
| 53                                  | Benjamin Weger | Suisse                     | + 2 min 39 s |              | DNS                 | DNS           |               |